# Dichrogaster mandibularis
Dichrogaster mandibularis là một loài tò vò trong họ Ichneumonidae.